# Oonopoides cristo
Oonopoides cristo – gatunek pająków z rodziny Oonopidae i podrodziny Oonopinae.
Gatunek ten opisany został w 2013 roku przez Normana I. Platnicka i Lily Berniker. Jako miejsce typowe wskazano kanton Upala w prowincji Alajuela.
Holotypowy samiec ma 1,93, a jedna z samic 1,86 mm długości ciała. Oczy tylno-środkowe leżą niżej niż tylno-boczne. Odległość między oczami przednio-środkowej pary wynosić może od ich promienia do ich średnicy. Endyty są w częściach odsiebnych niewykrojone, w częściach przednio-środkowych zaopatrzone w dwie wystające półki, a w częściach przednio-bocznych wyposażone w wystające nasady szczecinek. Opistosoma (odwłok) u obu płci ma na spodzie zarówno skutum epigastryczne jak i postepigastryczne.
Nogogłaszczki samca cechują się stosunkowo długim embolusem sięgającym prawie wierzchołka nasadowego wyrostka embolarnego oraz położonym dosiebnie od embolusa, wystającym płatem grzbietowym na bulbusie. Narządy rozrodcze samicy charakteryzują się kciukokształtnym przednim zbiornikiem nasiennym, osadzonym na stopniowo rozszerzającej się ku przodowi szypułce oraz wystającą w przód środkową częścią przedniej krawędzi tylnego zbiornika nasiennego.
Pająk neotropikalny, endemiczny dla Kostaryki, znany z prowincji Alajuela, Guanacaste, Heredia, Limón i północnej części Puntarenas. Spotykany na rzędnych od 40 do 2310 m n.p.m., głównie w ściółce leśnej. Poławiany m.in. przy pomocy aparatu Tullgrena oraz metodą odymiania koron drzew.